# Championnat NACAM des rallyes
Le Championnat NACAM des rallyes (ou FIA NACAM Zone Rally Championship) est un championnat international, organisé sous l'égide de la FIA par la NACAM FIA (organisation constituée en 1993 à Mexico).

## Histoire
Il se dispute entre Mexique, pays d'Amérique centrale, et états hispanophones du nord-ouest de l'Amérique du Sud. 14 pays sont concernés.
Le cœur du championnat se déroule au Mexique et au Costa Rica, ces deux états ayant apporté des compétitions à chacune des saisons passées. Le rallye de la côte du Pacifique n'a jamais cessé de faire partie du championnat.
En 2013, les courses ont lieu au Mexique, au Costa Rica, au Pérou, en Colombie, au Vénézuela, et à Trinité-et-Tobago.
En 2015, les États-Unis font leur apparition, en 2016 le Canada.
Le titre n'a jamais échappé à Mitsubishi.

## Épreuves organisées
(6 épreuves en 2016)
- Rallye de la côte du Pacifique (Costa Rica) (2008-2015);
- Rallye du Guatemala  (2008);
- Rallye de la Barbade (2008);
- Rallye du Mexique (2008);
- Rallye de la Sierra du Tigre (Mexique) (2009 à 2011);
- Rallye d'Équateur (2009, 2012);
- Rallye d'Aguascalientes (Mexique) (2010);
- Rallye d'Abangaritos (Costa Rica) (2010);
- Rallye de Rio Jimenez (Costa Rica) (2010);
- Rallye de Cañadas (Mexique) (2011 à 2012);
- Rallye d'Órganos (Pérou) (2011);
- Rallye de Cartagena (Colombie) (2011-2013);
- Rallye de Montañas-Oaxaca (Mexique) (2012-présent);
- Rallye de Cusco (Pérou) (2012);
- Rallye du Venezuela (2013);
- Rallye de Trinité (2013);
- Rallye de Cañete (Pérou) (2013-2015);
- Rallye Picos del Sicuara (Colombie) (2014)
- Rallye Isla de Margarita (Venezuela) (2014)
- Rallye du Guyana (2014);
- Rallye de Jamaïque (2014-présent);
- Rallye des États-Unis (2015);
- Rallye de Colombie (2015);
- Rallye de Jalisco (Mexique) (2016);
- Rallye du Québec (Canada) (2016);
- rallye de Guanacaste (Costa Rica) (2016);
- Rallye du Panama (Panamá) (2016).

## Champions
| Année | Pilote                  | Voiture                              |
| ----- | ----------------------- | ------------------------------------ |
| 2023  |                         |                                      |
| 2022  | Ricardo Cordero Jr      | Citroen C3 Rally2                    |
| 2021  | Ricardo Cordero Jr      | Citroen C3 Rally2                    |
| 2020  | Ricardo Triviño         | Škoda Fabia RS Rally2                |
| 2019  | Ricardo Triviño         | Škoda Fabia R5                       |
| 2018  | Ricardo Triviño         | Mitsubishi Lancer Evolution X (Gr.N) |
| 2017  | Ricardo Triviño         | Mitsubishi Lancer Evolution X (Gr.N) |
| 2016  | Ricardo Triviño         | Mitsubishi Lancer Evolution X (Gr.N) |
| 2015  | Ricardo Triviño         | Mitsubishi Lancer Evo X (Gr.N)       |
| 2014  | Ricardo Triviño         | Mitsubishi Lancer Evo X (Gr.N)       |
| 2013  | Ricardo Triviño         | Mitsubishi Lancer Evo X (Gr.N)       |
| 2012  | Ricardo Triviño         | Mitsubishi Lancer Evo IX (Gr.N)      |
| 2011  | Raúl Orlandini Griswold | Mitsubishi Lancer Evo IX (Gr.N)      |
| 2010  | Nicolás Fuchs           | Mitsubishi Lancer Evo IX (Gr.N)      |
| 2009  | Ricardo Triviño         | Mitsubishi Lancer Evo IX (Gr.N)      |
| 2008  | Ricardo Triviño         | Mitsubishi Lancer Evo IX (Gr.N)      |

(remarque : le Péruvien Nicolás Fuchs a remporté le Rallye Chemins de l'Inca en 2009 et 2012, et son compatriote Raúl Orlandini Griswold a fait de même en 2010 et 2011)